# Arthur Jerome Drossaerts
Arthur Jerome Drossaerts (ur. 11 września 1862 w Bredzie, zm. 8 września 1940 w San Antonio) – holenderski duchowny rzymskokatolicki, arcybiskup San Antonio.

## Biografia
Urodził się i wykształcił w Holandii. 15 czerwca 1889 otrzymał święcenia prezbiteriatu z rąk biskupa ’s-Hertogenbosch Adrianusa Godschalka i został kapłanem diecezji ’s-Hertogenbosch. Jeszcze w tym samym roku wyjechał na misje do Stanów Zjednoczonych, gdzie pracował w archidiecezji nowoorleańskiej, początkowo w Lake Charles, a następnie jako proboszcz w Nowym Orleanie, Broussard i w Baton Rouge.
18 lipca 1918 papież Benedykt XV mianował go biskupem San Antonio w Teksasie. 8 grudnia 1918 w katedrze św. Ludwika w Nowym Orleanie przyjął sakrę biskupią z rąk delegata apostolskiego w Stanach Zjednoczonych abpa Giovanniego Vincenzo Bonzano. Współkonsekratorami byli biskup oklahomski Theophile Meerschaert oraz biskup pomocniczy nowoorleański John Marius Laval.
3 sierpnia 1926 diecezja San Antonio została podniesiona do rangi archidiecezji. Tym samym bp Drossaerts został jej pierwszym arcybiskupem.
Abp Drossaerts budował w swojej archidiecezji liczne kościoły - w sumie poświęcił 134 budynki sakralne. Rozwijał również szkolnictwo - wybudował 50 szkół oraz seminarium duchowne. Swoje wynagrodzenie przeznaczał biedniejszym parafiom.
W latach 1926 – 1929 zaangażował się w pomoc prześladowanym meksykańskim katolikom i powstańcom Cristero. Zebrał ponad 21 000 dolarów dla ofiar meksykańskiego reżimu. Za swoje działanie na tym polu został nagrodzony przez papieża Piusa XI tytułem Asystenta Tronu Papieskiego.
Zmarł w szpitalu Santa Rosa 8 września 1940. Pochowany został w kwaterze kapłanów na cmentarzu archidiecezjalnym San Fernando w San Antonio.